# Yates City (Illinois)
Yates City est un village du comté de Knox dans l'Illinois, aux États-Unis,. Situé à l'est du comté, il est  incorporé le 1er avril 1912.

## Démographie
Lors du recensement de 2010, le village comptait une population de 693 habitants. Elle est estimée, en 2016, à 664 habitants.

## Source de la traduction
- (en) Cet article est partiellement ou en totalité issu de l’article de Wikipédia en anglais intitulé « Yates City, Illinois » (voir la liste des auteurs).